# تیم ملی بسکتبال ماکائو
تیم ملی بسکتبال ماکائو نماینده ماکائو در مسابقات بین‌المللی بسکتبال است. این تیم بالاترین سطح بسکتبال در کشور ماکائو نیز هست. این تیم از سال 1979 به فیبا پیوست.